# 蘇拉克
苏拉克（羅馬化：Sulak）是俄罗斯达吉斯坦共和国的市级镇，属共和国辖市马哈奇卡拉市，为该市西北部基洛夫区的一部分，靠近苏拉克河河口。
该地2021年人口有8,636人；2010年人口8,565；2002年人口6,352；1989年人口3,626。